# Георгије Бојер
Георгије Бојер (19. век) био је српски сликар и иконописац из Комлоша.

## Биографија
Георгије Бојер је живео у Новом Саду и Сремској Митровици. Сликао је иконостасе за цркве у Срему.
Са Ј. Иванићем насликао је и позлатио иконостас у Грку (1826). Са сликаром из Руме, К. Пантелићем насликао је иконостас у Илоку (1830).
У Прхову у цркви Светог Николе јануара 1840. Бојер је завршио сликарске радове око иконостаса. Позлату је урадио Димитрије Ћурковић, док је Павле Бошњаковић урадио резбарију иконостаса у класицистичкој концепцији.
Бојеру се још приписује и рад на слици Мајски сабор 1848 која се налази у Историјског галерији у Будимпешти.